# Seme (daga)

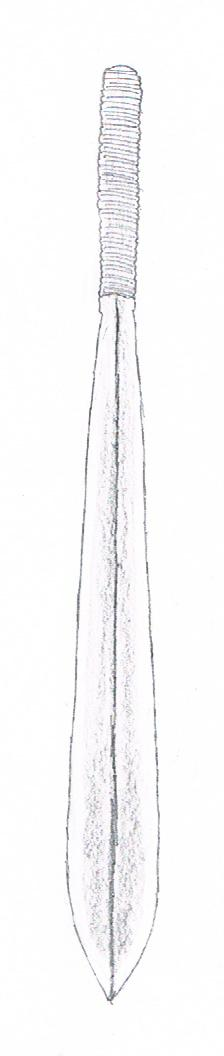
Dibujo de un seme

El seme o simi es un tipo de daga utilizada por los masáis de Kenia, en el Este de África.
Tiene una hoja característica en forma de hoja de árbol, con una punta relativamente redondeada. Las vainas están hechas generalmente de madera recubiertas con cuero crudo y pintadas de rojo. Su longitud total es de entre 60 a 90 cm, mientras que la de su hoja puede ser de entre 40 a 70 cm.